# Sporthalle am Böllenfalltor
Die Sporthalle am Böllenfalltor, auch bekannt als  Böllenfalltorhalle, in der Nieder-Ramstädter Straße 170, Darmstadt, ist eine der größten Veranstaltungsstätten in Darmstadt. Sie hat ein Fassungsvermögen von ca. 5000 Zuschauern, davon 2000 Sitzplätze, und war von ihrer Fertigstellung 1965, bis zur Eröffnung des  Darmstadtium die wichtigste Halle für Musik- und Sportveranstaltungen in Darmstadt.

## Geschichte
Nach einem Entwurf des bekannten Darmstädter Architekten Ernst Samesreuther wurde auf einem Freigelände vor dem Stadion am Böllenfalltor im August 1964 mit dem Bau der großzügigen Sporthalle begonnen, der mit der Einweihung sechzehn Monate später am 18. Dezember 1965 durch den Hessischen Innenminister  Heinrich Schneider mit 1000 Gästen aus Politik, Vereinen, Wirtschaft und Sport abgeschlossen werden konnte.
Der Stahlbeton-Skelettbau, dessen Herzstück ein 20 m × 40 m großes Spielfeld ist, wurde weitgehend aus vorgefertigten  Betonteilen errichtet. Die architektonische Leistung zeichnet sich insbesondere in dem markant gewölbten Hallendach ab, das innen mit Holzlatten verkleidet wurde. Zu Sportveranstaltungen bieten seitlich zwei sechsstufige Tribünen mit Holzbänken rund 2000 Zuschauern Platz, für Konzerte können bis zu 5000 Menschen eingelassen werden.
Die Sportanlage dient seither als Schulsport- und Trainingsanlage für Darmstädter Sportvereine.

### Veranstaltungen
Im Laufe der Jahre gab es diverse nationale und internationale Meisterschaften im Boxen, Fußball, Handball, Hockey, Turnen und Volleyball. Wiederholt kamen internationale Musikgruppen wie Ten Years After, Udo Lindenberg, Andrea Berg oder Höhner, als auch Komiker wie Rüdiger Hoffmann, Atze Schröder und Martin Schneider zu Auftritten in der Böllenfalltor-Halle.
- 2025 fand in der Halle die deutsche U19-Meisterschaft im Floorball statt, das Turnier wurde von den Darmstadt Dukes organisiert.

## Kunstwerke in und an der Böllenfalltorhalle
- Im Eingangsbereich der Halle wurde in der Bauphase ein Betonrelief des Darmstädter Künstlers Helmut Lander installiert.
- Am 22. Oktober 2016 wurde das Graffito Willkommen im Jonathan-Heimes-Stadion am Böllenfalltor des 34-jährigen schwerhörigen Diplom-Designers Julian Bock an der Südseite der Böllenfalltorhalle vorgestellt. Der unter dem Namen Deafman, aus dem Englischen: taub oder schwerhörig, bekannte Künstler war von dem Darmstädter Pharmaunternehmen Merck wegen der Umbenennung des Merck-Stadions am Böllenfalltor in Jonathan-Heimes-Stadion am Böllenfalltor beauftragt worden, um die Wand zur Lilienschänke mit dem Graffito zu verschönern.[3]

## Verkehr
Die Böllenfalltor-Halle ist mit öffentlichen Verkehrsmitteln unmittelbar über die Straßenbahnlinien 2 und 9, Haltestelle Merck-Stadion, erreichbar. Unweit der Halle befindet sich die Straßenbahnendhaltestelle mit Umsteigestation der Buslinien N, NE, O, R. Die Halle befindet sich, wie das Fußballstadion, verkehrsgünstig an der Peripherie des Stadtgebiets an der Bundesstraße 449.